# Amphipyra atronitens
Amphipyra atronitens là một loài bướm đêm trong họ Noctuidae.